# Panauti
 (mars 2011).
Si vous disposez d'ouvrages ou d'articles de référence ou si vous connaissez des sites web de qualité traitant du thème abordé ici, merci de compléter l'article en donnant les références utiles à sa vérifiabilité et en les liant à la section « Notes et références ».
Panauti est une petite ville du Népal située non loin de la ville de Dulikhel, à environ 32 km au sud-est de Katmandou, la capitale. Au recensement de 2011, la ville comptait 27 358 habitants.
Panauti est remarquable par son quartier dédié aux temples, à l'image de Bhaktapur ou Patan mais à une dimension largement inférieure. Ce quartier a reçu des financements français pour sa rénovation.

## Histoire
La création de la ville, au confluent des rivières Rosi et Punyamati (et l'invisible Lilawati), considérées comme sacrées, daterait d'environ 2000 ans. Une troisième rivière, la Lilawati, en fait un tri-confluent appelé Triveni.
La ville est une plaque tournante commerciale sur l'ancienne route du sel entre le Tibet et l'Inde.
Son développement serait lié au roi Ananta Malla (1246-1308, roi de 1271 à 1308).
Vers 1700, le roi Bhupatindra Malla (1674-1722, de la dynastie Malla), roi de Bhaktapur, offre cet État en dot à sa sœur. Il est finalement intégré au royaume du Népal.
La fin du commerce du sel vers 1950 puis l'autoroute Arniko vers 1960 relèguent la ville loin des axes commerciaux. Les traditions se maintiennent et en font désormais un attrait à la fois religieux et touristique : pèlerinages, festivals.
L'architecture médiévale et traditionnelle de la ville (400 maisons préservées, rues briquetées) a été proposée en 1996 pour une inscription au patrimoine mondial et figure sur la « liste indicative » de l’UNESCO dans la catégorie patrimoine culturel.
Le Panauti (Layaku) Durbar, au confluent, conserve les ruines du palais royal, et la quasi-totalité des temples, bouddhistes et hindouistes.
Les inondations catastrophiques dans la région en 2024 ont sérieusement endommagé la zone.

## Sites
- Bansha Gopal Krishna Temple
- Brahmayani Temple
- Bisheshor Mahadev Temple
- Ganesh Temple
- Indreshwar Mahadev Temple
- Maneshwori Temple
- Unmanta Bhairav Temple
- Panauti Museum (fermé le samedi)
- Projet intégré français à Panauti (1991-1998) de restauration de temples, écoles, abris, canalisations...

- Panauti Jatra (mai-juin), Jya Punhi / Desh Jatra
- Festival de Namobuddha à Panauti
- Festival de Madhav Narayan de Bakhtapur à Panauti
- Pélerinage de Makar Mela (janvier-février, tous les 12 ans : 2030, 2042, 2054, 2066)
- Communauté Sanga
- Danses d'Harisiddhi à Panauti
- Danses Devi pyakhan à Panauti
- Danses de Navadurgha de Bhaktapur à Panauti